# آندش لونبرو
آندش لونبرو (سوئدی: Anders Lönnbro؛ ‏ ۱۰ اکتبر ۱۹۴۵ – ۸ سپتامبر ۲۰۲۲) بازیگر اهل سوئد بود.
از فیلم‌هایی که وی در آن‌ها نقش داشته‌است، می‌توان به ۱۹۳۹، خدا پادشاه را حفظ کند و هری و سونیا اشاره نمود. 